# Saint-Marcel-Campes
 Saint-Marcel-Campes  là một xã thuộc tỉnh Tarn trong vùng Occitanie ở phía nam nước Pháp. Xã này nằm ở khu vực có độ cao trung bình 400 mét trên mực nước biển.
Thị trấn có sông Cérou.